# إمري كيفيلجيم
إمري كيفيلجيم (بالتركية: Emre Kıvılcım)‏ هو ممثل وعارض أزياء تركي ، ولد في 2 سبتمبر 1990 . وهو يعمل منذ عام 2014.
ومن الأفلام أو البرامج التليفزيونية التي قام بدور فيها، يمكن أن نذكر منديرمان جلال الدين.  